# Paczków

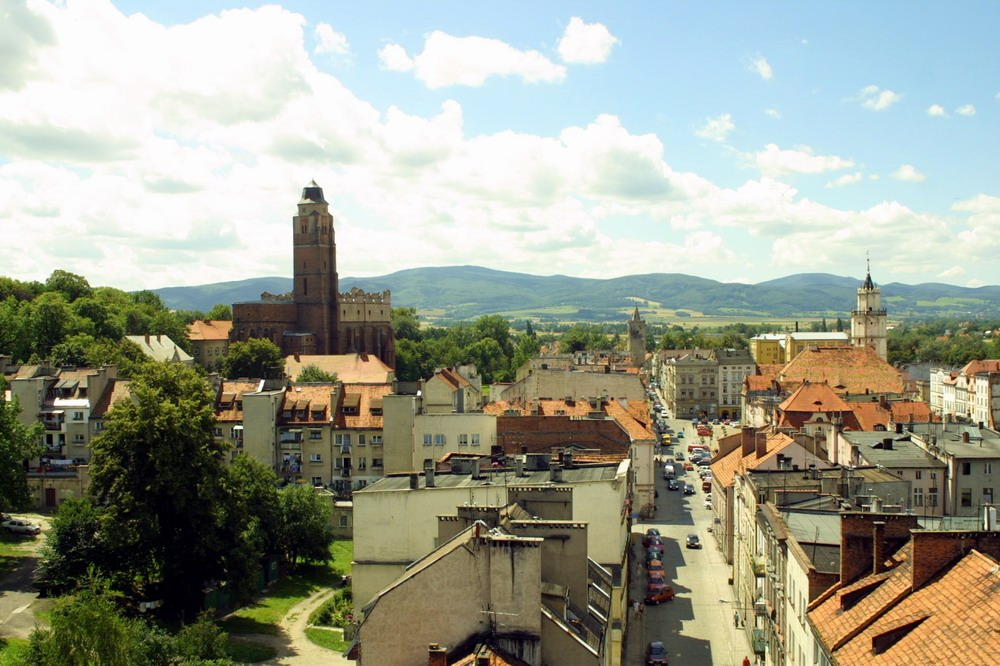
Blick vom Breslauer Tor

Paczków ['pat͡ʂkuf]  (deutsch: Patschkau, schlesisch Potschke oder Poatschke) ist eine Stadt in der Stadt- und Landgemeinde Paczków im Powiat Nyski der Woiwodschaft Oppeln in Polen.

## Geographische Lage
Paczków liegt an der Einmündung des Kamitzbachs in die Glatzer Neiße auf 235 m ü. NHN, etwa 25 Kilometer westlich von Neisse und 80 Kilometer südwestlich von Oppeln.  Etwa vier Kilometer südlich der Stadt verläuft die Grenze zu Tschechien.
Das Umland gehört zur Ottmachauer Senke. Nordwestlich erstreckt sich der Patschkauer Stausee.

## Geschichte

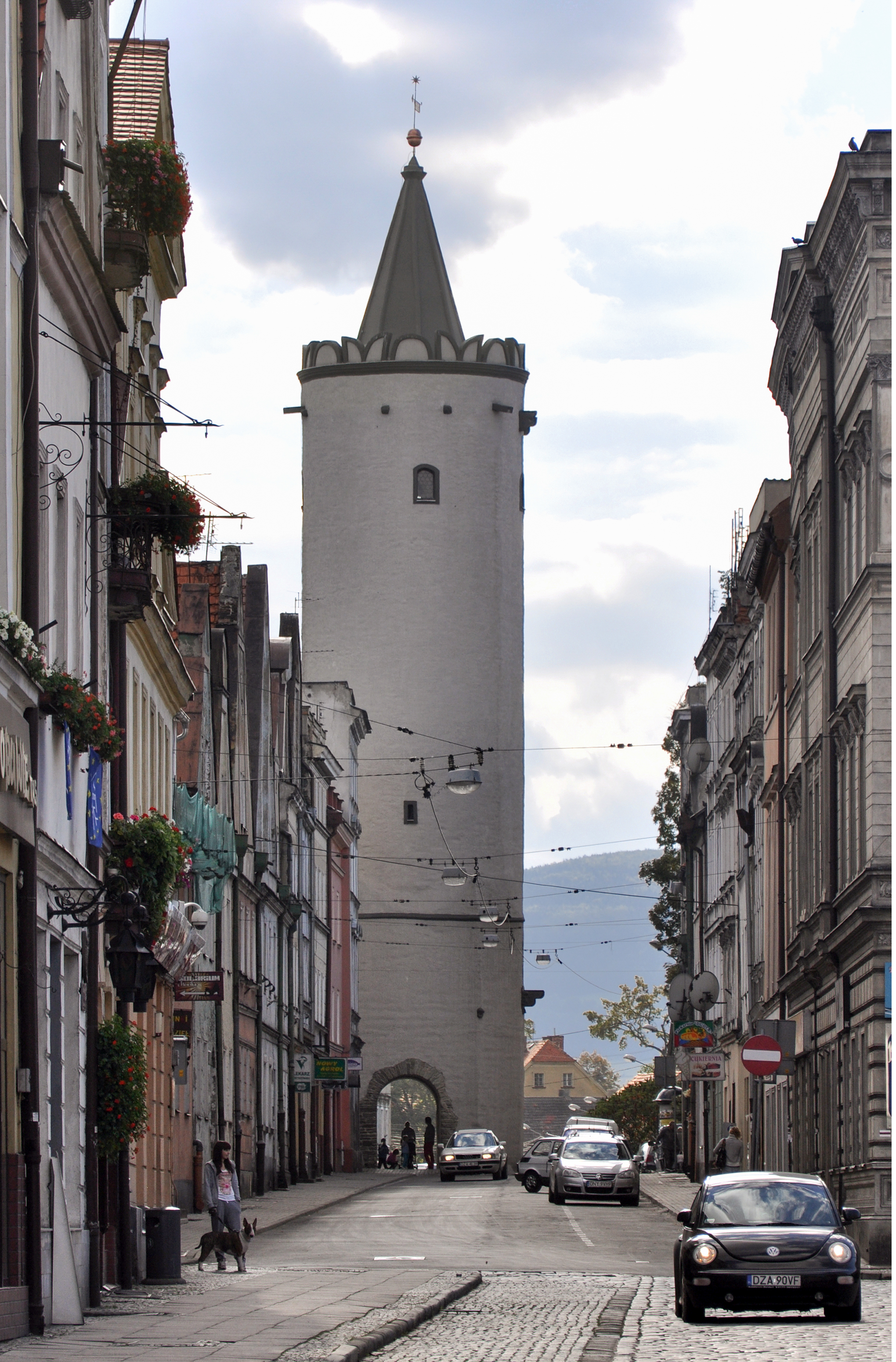
Straße am Glatzer Tor

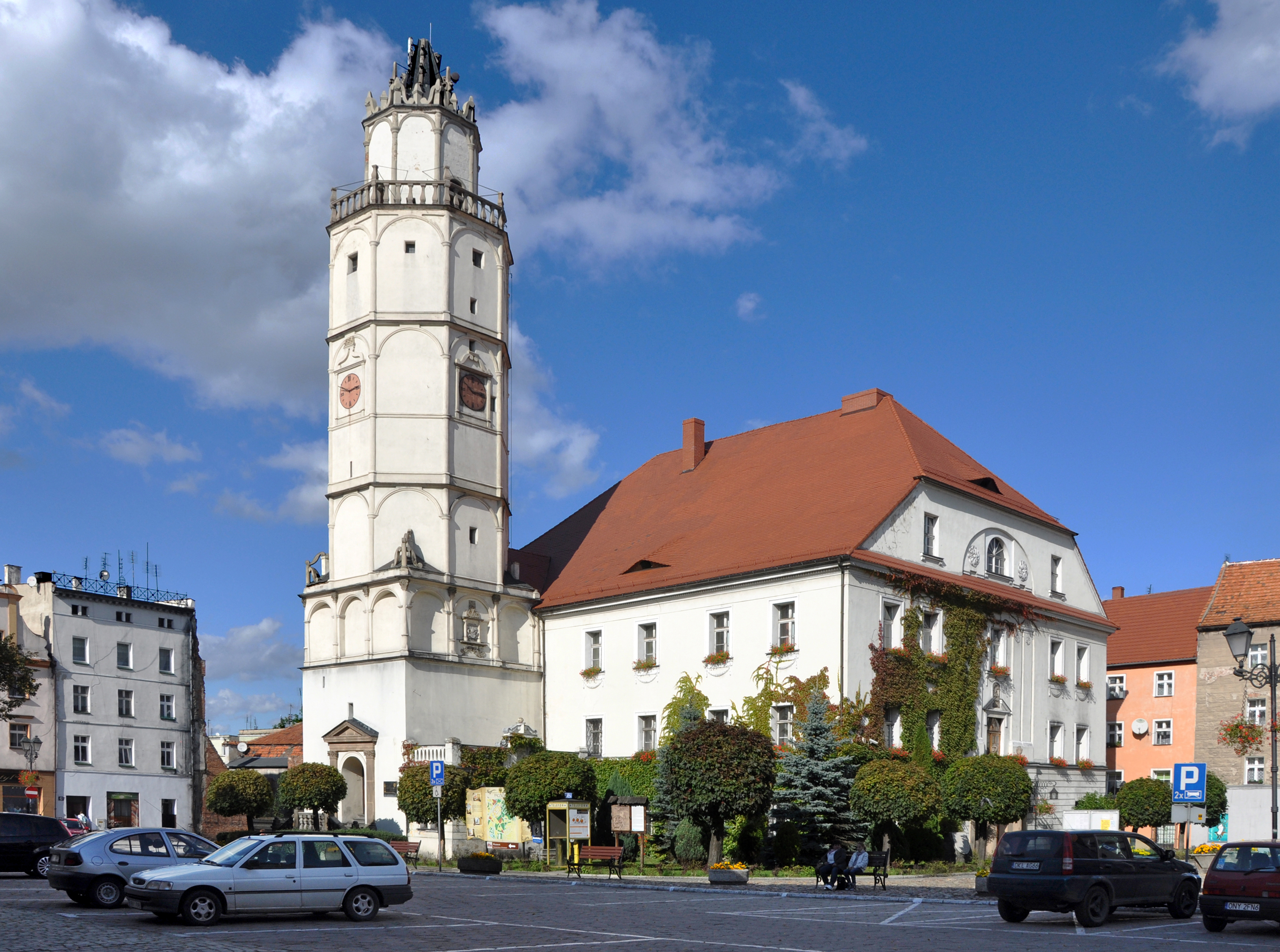
Rathaus aus dem 16. Jahrhundert

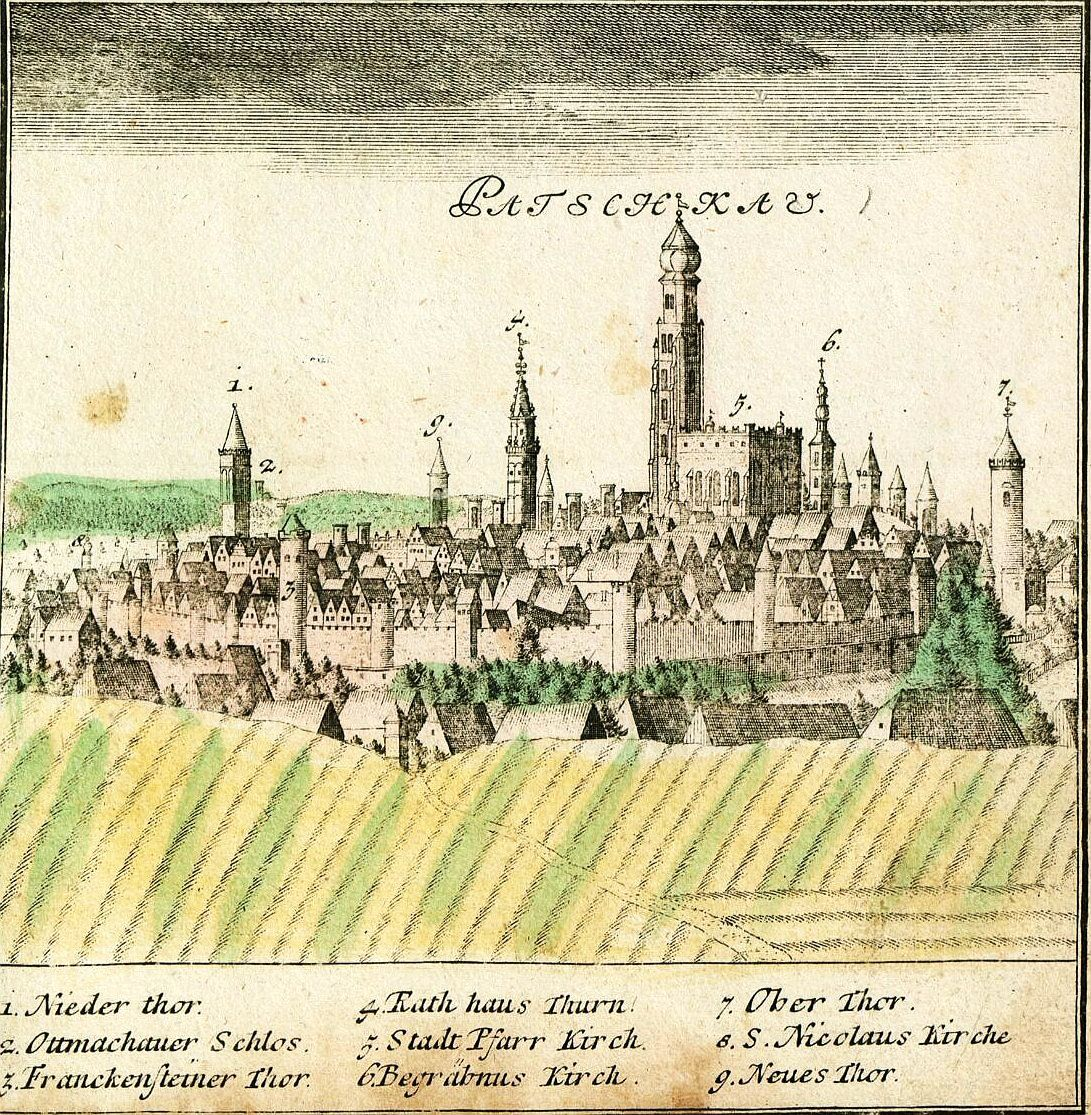
Stich aus dem Jahr 1738

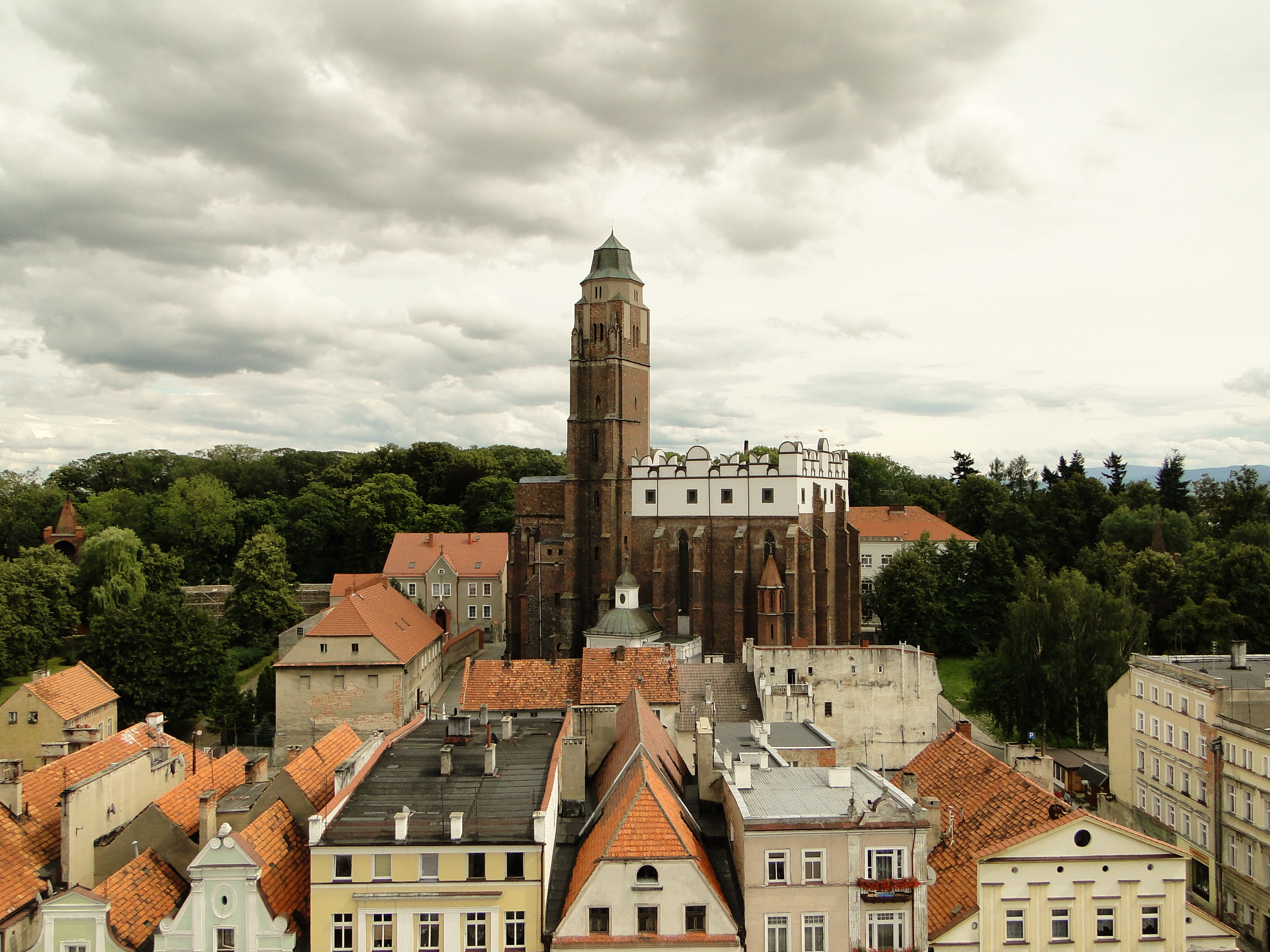
Pfarrkirche St. Johannes mit Ringhäusern

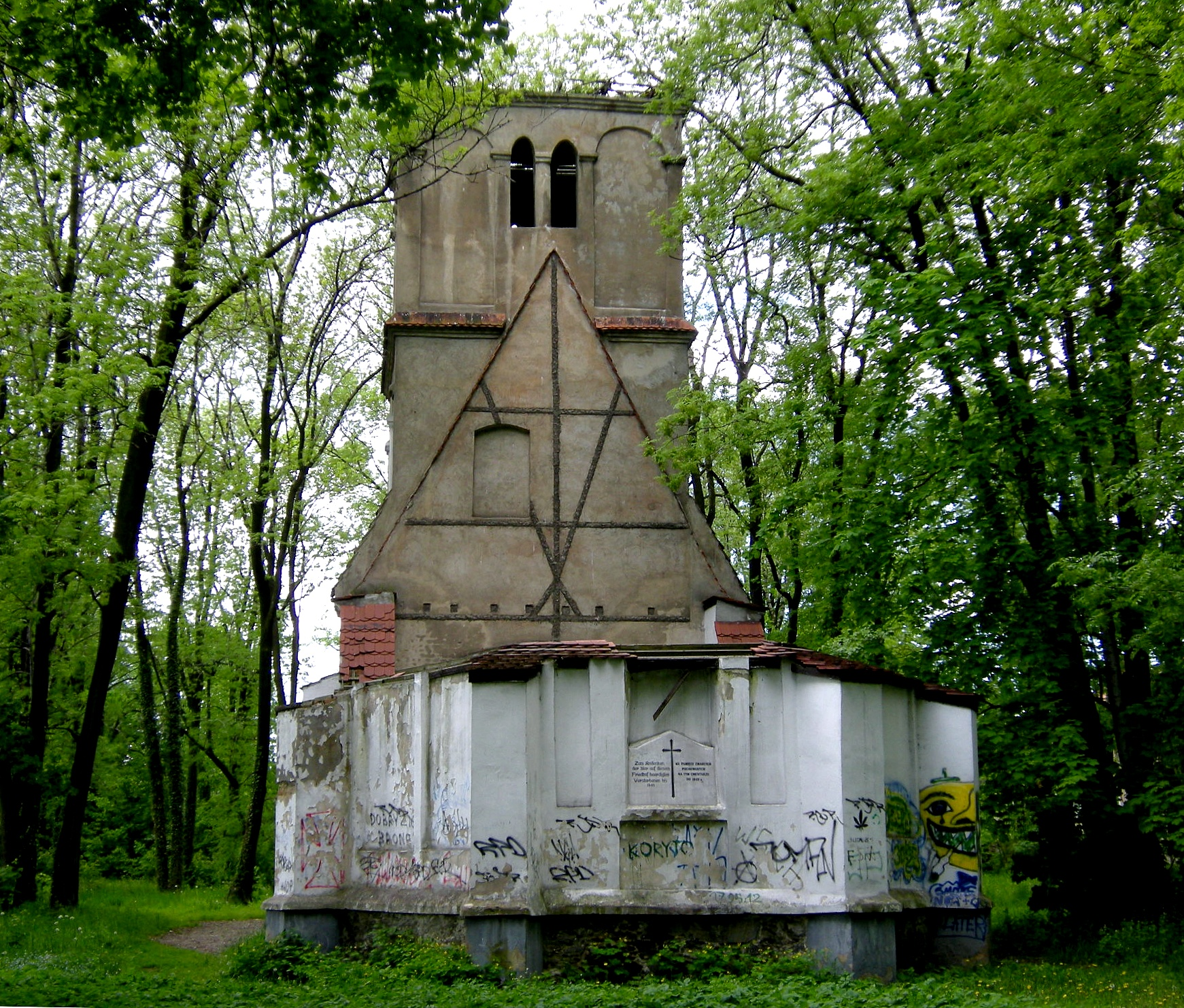
Ruine der Friedhofskirche – 1945 zerstört

Patschkau, dessen Name sich vom altslawischen Vornamen Pakoslaw ableiten soll, gehörte zur Kastellanei Ottmachau, die als Ausstattungsgut den Breslauer Bischöfen zugewiesen wurde. Es wurde urkundlich am 8. März 1254 gegründet, als der Breslauer Bischof Thomas I., der die Ansiedlung mit Deutschen förderte, seine Zustimmung zur Errichtung einer neuen Siedlung auf einem Teil der Gemarkung des Dorfes Patschkau und auf der Gemarkung des kleinen Dorfes „Bogunov“ (Bogenau) gab. Ersteres wurde daraufhin Alt Patschkau genannt. Es wurde als ovale Stadtanlage mit Gitterstraßennetz und einem 160 × 80 Meter großen Ring, angelegt. Durch Zuzug deutscher Siedler wuchs der Marktplatz rasch an und war auch von einem Kranz deutscher Dörfer umgeben.
Als der Breslauer Herzog Heinrich IV. kurz vor seinem Tod 1290 dem Neisser Bistumsland das Privileg der Landeshoheit erteilte, protestierte Herzog Bolko I. von Schweidnitz dagegen. Sein Versuch, das Bistumsland zu besetzen, scheiterte zwar, allerdings gelang ihm die Einnahme von Patschkau. Zur Sicherung der Grenze zu Böhmen errichtete er eine Burg. Sie lag nordwestlich der Stadt und wurde erstmals 1301, dem Todesjahr Bolkos I., erwähnt. Vermutlich nach Glatzers Tod gelangte Patschkau an das Herzogtum Münsterberg. Für das Jahr 1315 ist eine Pfarrschule in Patschkau belegt. Erst Anfang der 1340er Jahre verkaufte Herzog Nikolaus von Münsterberg Patschkau an den Breslauer Bischof Preczlaw von Pogarell. Er verband Patschkau wiederum mit dem Fürstentum Neisse, das seit 1342 ein Lehen der Krone Böhmen war, die 1526 an die Habsburger gelangte.
Im Spätmittelalter und den folgenden Epochen war Patschkau von mehreren Katastrophen betroffen: Hungersnöte (1325), Hochwässer der Glatzer Neiße (1333, 1501, 1539, 1560, 1598, 1602), Brände (1565, 1634), Epidemien (Pest 1349, Cholera 1603, 1607, 1633). Zwischen 1360 und 1388 erfolgte der Bau der Pfarrkirche St. Johannes östlich des Rings. 1373 wird erstmals eine Synagoge in Patschkau erwähnt. In den Hussitenkriegen wurde es am 17. März 1428 erobert und stark zerstört. Noch vor Kriegsende brandschatzte der Glatzer Landeshauptmann Hynek Kruschina von Lichtenburg Patschkau und Umgebung, nachdem er die nördlich gelegene Burg Neuhaus erfolglos belagert hatte. Ab den 1470er Jahren erfolgte ein langsamer wirtschaftlicher Aufschwung der Stadt. 1479 wurden die Zünfte neu gegründet, darunter die Bäcker- und Fleischerzunft sowie 1481 die Kürschner- und 1487 die Schmiedezunft.
Unter Bischof Johannes Turzo wurde 1506 den Bewohnern von Patschkau, neben dem Kirchweihfest, ein zweiter Jahrmarkt, der Martini-Markt, genehmigt. Im gleichen Jahr zählte Patschkau 1314 Einwohner. 1517 begann der Bau des Patschkauer Rathauses am Ring. Der erfolgte wirtschaftliche Aufschwung nach den Hussitenkriegen wurde Mitte des 17. Jahrhunderts unterbunden. Das Ende des Wohlstands brachte der Dreißigjährige Krieg, als Kriegsscharen die Gegend verheerten. 1639 wurde Patschkau geplündert und gebrandschatzt.
Nach dem Ersten Schlesischen Krieg 1742 fiel Patschkau zusammen mit dem größten Teil Schlesiens an Preußen. Da durch die Grenzziehung der südliche Teil des Fürstentums Neisse bei Böhmen verblieb, kam der Fernhandel, der durch Patschkau verlief, zum Erliegen. 1744 entstand in der Zollstraße ein erster industrieller Betrieb, die Kerzenfabrik Silesia.
1807 kam Patschkau im Vierten Koalitionskrieg unter die Führung des Ersten Kaiserreichs. Unter dem General Dominique Joseph Vandamme musste die Stadt Kriegsschulden in Höhe von 80.000 Reichstalern zahlen. Durch die Säkularisation des Fürstentums Neisse wurde die Herrschaft der Breslauer Bischöfe 1810 beendet. Ab 1816 gehörte Patschkau zum Landkreis Neisse, der vom Regierungsbezirk Breslau in den Regierungsbezirk Oppeln umgegliedert wurde. Seit 1817 bestand eine tägliche Fahrpost, die von Neisse über Patschkau nach Glatz führte. Ab 1831 wurde der äußere Befestigungsring abgebrochen. 1836 wird erstmals die Wochenzeitung „Wochenblatt für Patschkau“ herausgegeben. 1852 wurde die Sparkasse der Stadt Patschkau mit Sitz im Rathaus gegründet.
1874 wurde der Amtsbezirk Patschkau gebildet, der aus den Landgemeinden Fuchswinkel, Gostitz, Heinzendorf, Kamitz und Kosel sowie den gleichnamigen Gutsbezirken bestand. Im selben Jahr erhielt Patschkau Anschluss an die Eisenbahnlinie, die von Königszelt über Frankenstein, Kamenz und Patschkau nach Neisse verläuft.
Zwischen 1902 und 1903 wird nördlich des Ortskerns die evangelische Kirche im neogotischen Stil erbaut. Am Anfang des 20. Jahrhunderts hatte Patschkau eine evangelische und drei katholische Kirchen, ein Gymnasium, ein Waisenhaus, ein Nebenzollamt, eine große Zündwarenfabrik, Maschinen- und Holzwarenfabrikation und war Sitz eines Amtsgerichts. Ab 1905 erhält Patschkau eine Kanalisation. Im gleichen Jahr entsteht ein Wasserturm in der Stadt. 1933 wurde östlich der Stadt das Ottmachauer Staubecken fertiggestellt. Im August 1938 wurden weite Teile der Stadt durch das Hochwasser an der Glatzer Neiße überschwemmt.
Gegen Ende des Zweiten Weltkriegs begann Mitte Februar die Evakuierung eines Teils der Patschkauer Bevölkerung. Am 19. März 1945 wurden Panzersperren am Ortseingang aufgestellt. Die Räumung der Stadt wurde am 20. März befohlen. Am gleichen Tag begannen Bombardierungen der Stadt durch sowjetische Kampfflieger. In zwei Luftangriffen wurden zahlreiche Häuser in Patschkau zerstört, darunter vorwiegend die Bebauung entlang der Breslauer-, der Glatzer-, der Konrad-, der Hospital-, und der Neisser Straße. Neben der Bebauung um die Pfarrkirche St. Johannes, wurde auch die Friedhofskirche zerstört, die bis heute als Ruine erhalten ist. Die historische Bebauung blieb jedoch großflächig erhalten. Am 7. Mai 1945 wurde Patschkau kampflos von der Roten Armee besetzt.
Als Folge des Zweiten Weltkriegs fiel Patschkau 1945 mit dem größten Teil Schlesiens an Polen. Nachfolgend wurde es in Paczków umbenannt. Die deutsche Bevölkerung wurde vertrieben. Die neu angesiedelten Bewohner waren teilweise Zwangsumgesiedelte aus Ostpolen, das an die Sowjetunion gefallen war.
Nur wenige deutsche Patschkauer konnten nach dem Zweiten Weltkrieg in ihrem Heimatort bleiben. Seit dem Winter 1945 waren viele Bewohner vor der näher rückenden Front und der Sowjetarmee geflohen oder wurden ins südliche Reichsgebiet evakuiert. Der große Rest der nach dem Kriegsende zurückgekehrten deutschen Bevölkerung wurde im Verlauf des Jahres 1946 von der örtlichen polnischen Verwaltungsbehörde vertrieben und mittels Güterzügen, die jeweils mit mehr als 1000 Personen besetzt waren, in die Britische Zone abtransportiert. Ein solcher Transport endete in der niedersächsischen Stadt Einbeck, die einige Jahre später die Patenstadt für die vertriebenen Patschkauer wurde.
Die historische Altstadt, die wegen der vollständig erhaltenen Stadtmauer (Befestigungsanlage) bis 1945 als „Schlesisches Rothenburg“ bezeichnet wurde, trägt heute den Beinamen „polnisches Carcassonne“.
Zwischen 1995 und 2003 wurde nordwestlich der Stadt das Staubecken Jezioro Paczkowskie errichtet, mit dem die Glatzer Neiße gestaut wird. Neben dem Hochwasserschutz und der Stromerzeugung dient der See auch als Naherholungs- und Fremdenverkehrsgebiet.

## Städtepartnerschaften
- Einbeck, Deutschland
- Uzès, Frankreich

## Verkehr
Der Bahnhof Paczków liegt an der Bahnstrecke Katowice–Legnica. Im Süden der Stadt verläuft die Umgehungsstraße Droga krajowa 46, im Osten die Landesstraße 382. Der Bahnhof Paczków liegt an der Bahnstrecke Nysa–Kamieniec, die nordwestlich des Stadtkerns verläuft.

## Sehenswürdigkeiten

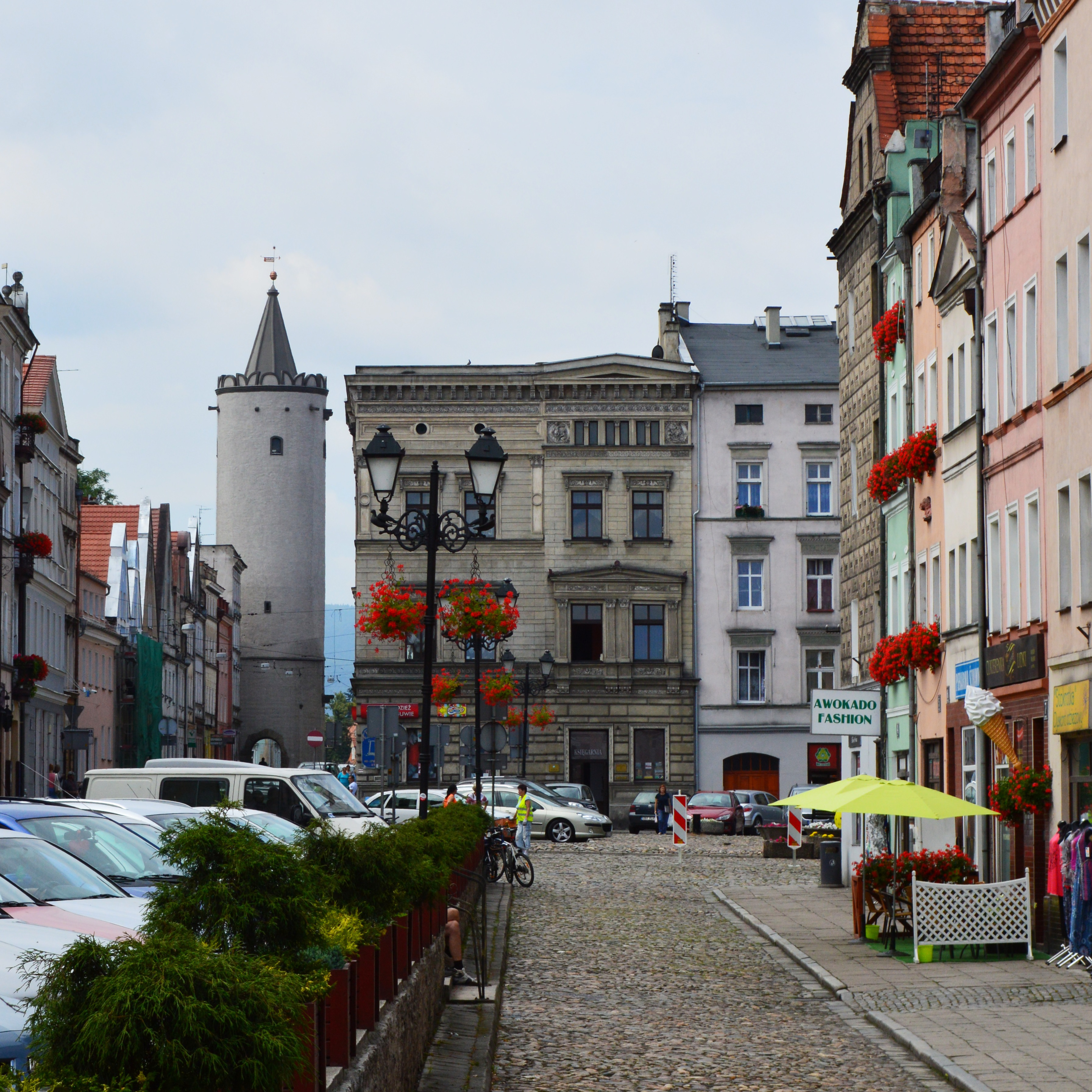
Der Ring in Patschkau

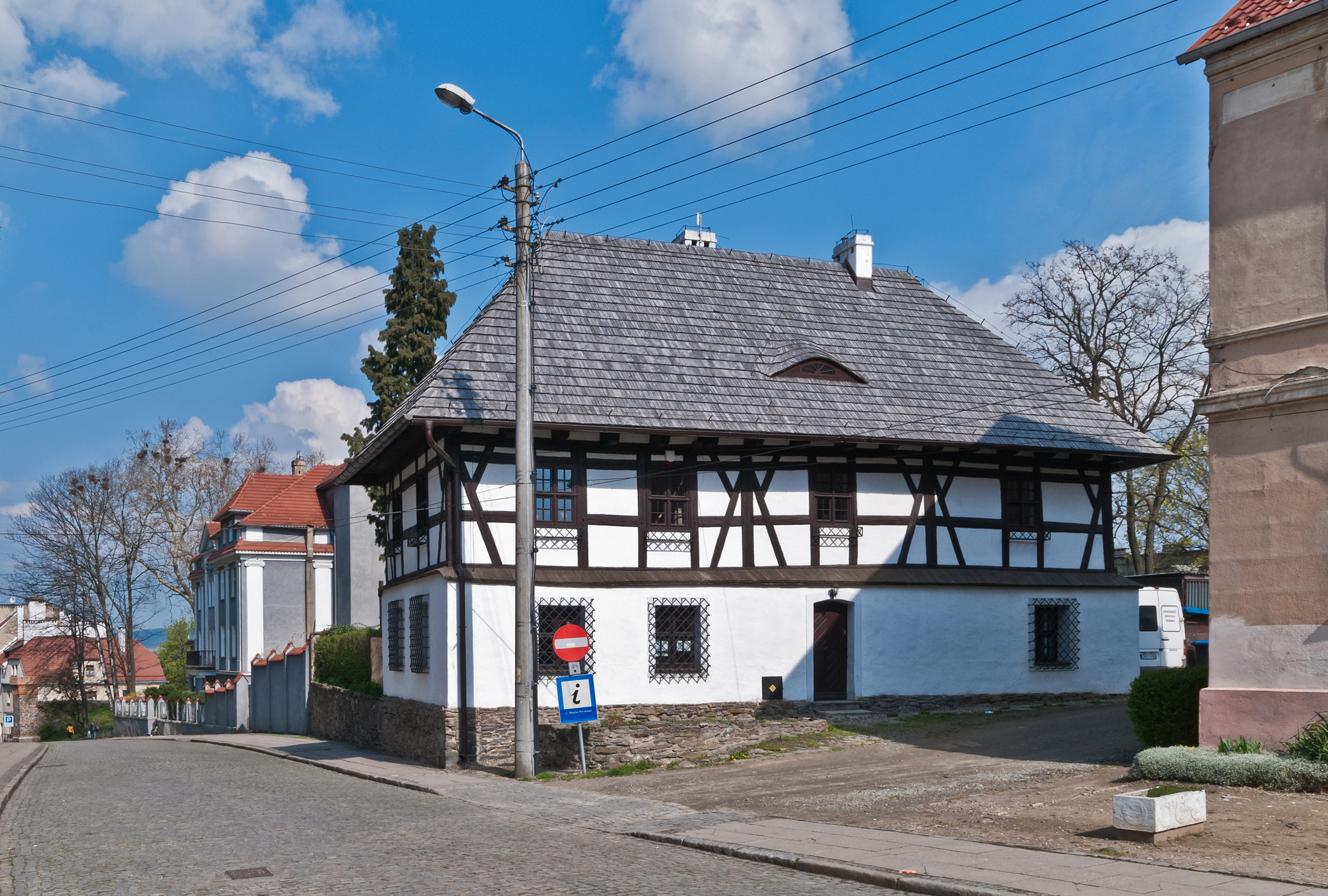
Henkerhaus

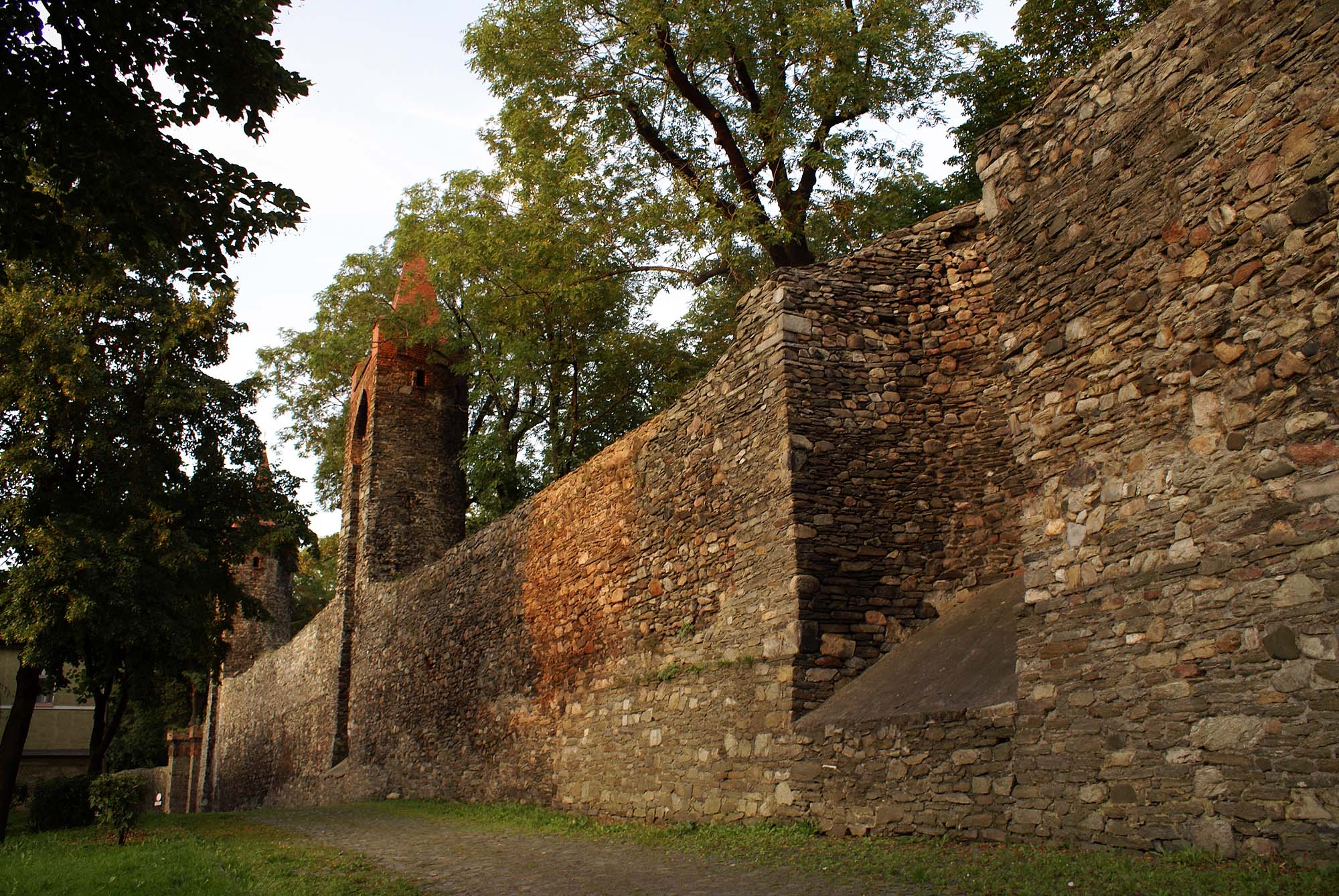
Fragmente der alten Stadtmauer

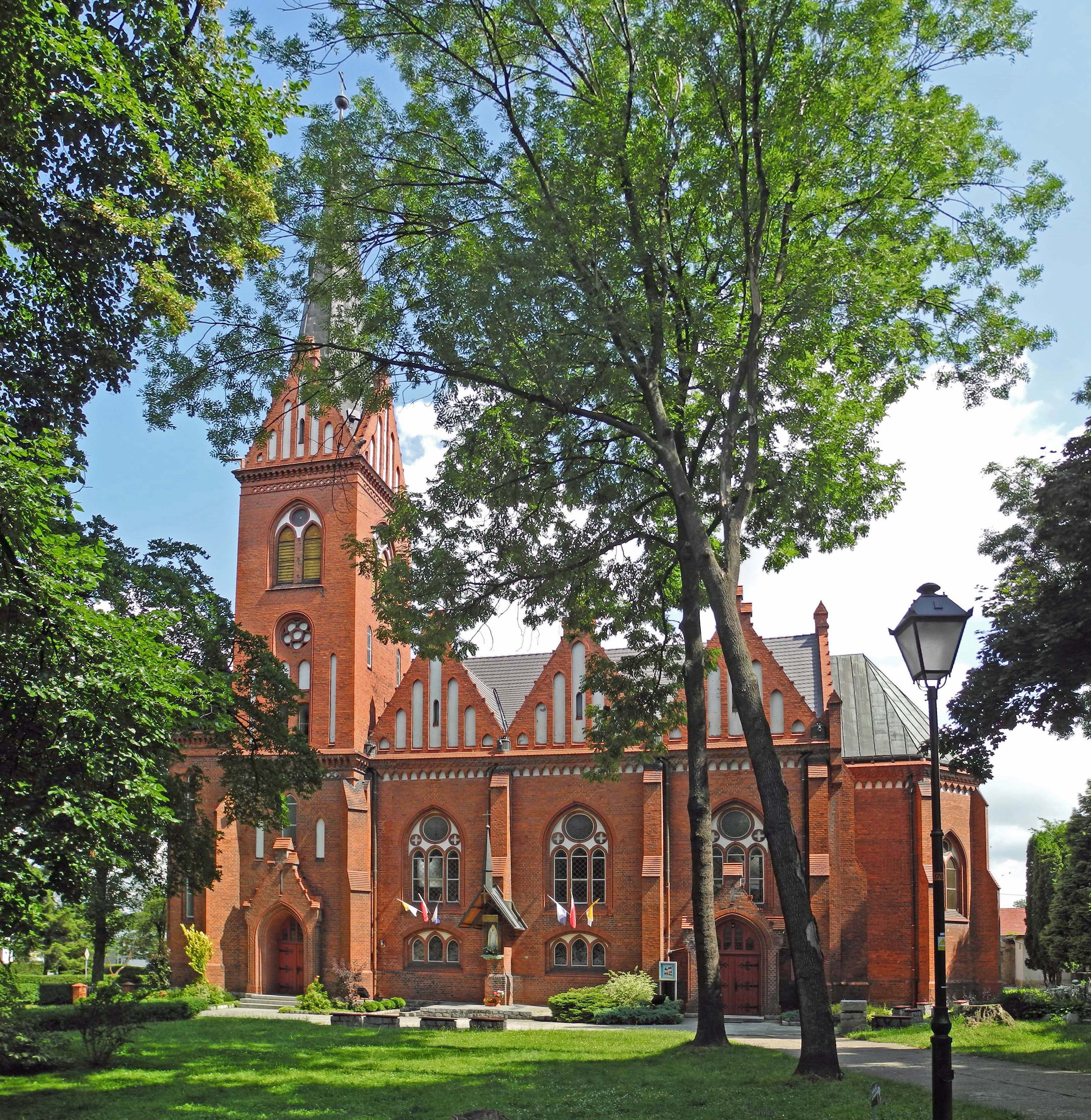
Ehemalige evangelische Kirche

- Die Pfarrkirche St. Johannes Evangelist ist eine dreischiffige Hallenkirche in Backstein. Ihr Vorgängerbau wurde erstmals 1285 erwähnt. Der Neubau im Stil der Gotik wurde 1361 begonnen, die Weihe erfolgte 1389. Um 1529 wurde sie wegen der Türkengefahr zur Wehrkirche mit einem Zinnenkranz umgebaut. Der Renaissance-Sandsteinaltar von 1588 in der Maltitzkapelle wird dem Neisser Bildhauer Georg Grebacher zugeschrieben. In der Kirche befinden sich zahlreiche Epitaphien aus dem 16. Jahrhundert, der sogenannte Tartarbrunnen aus dem 14./15. Jahrhundert sowie zwei Holzskulpturen aus dem Jahr 1496. Sie stellen die Muttergottes mit Kind sowie den hl. Laurentius dar. 1858 erhielt die Kirche einen neugotischen Hauptaltar. Die Gemälde der Seitenaltäre schuf 1890 der Glatzer Kunstmaler Hieronymus Richter. Eine hölzerne Pietà aus der Zeit um 1430 ist heute verschollen.
- Die Stadtmauer mit 19 Mauertürmen wurde um 1350 errichtet. Sie enthielt zunächst das Breslauer, Glatzer und Frankensteiner Tor. Als viertes Tor wurde 1573 das Neisser Tor gebrochen. Nach den Zerstörungen durch die Hussiten wurde die Ringmauer in der zweiten Hälfte des 15. Jahrhunderts wiederaufgebaut.
- Das Rathaus auf dem Ring wurde 1542–1552 errichtet und 1821/22 sowie 1911/12 umgestaltet. Der Renaissance-Rathausturm mit durchbrochenem Turmhelm wurde 1550–1552 unter Bischof Balthasar von Promnitz errichtet.
- Die zwischen 1902 und 1903 im neogotischen Stil erbaute evangelische Kirche dient heute als katholisches Gotteshaus.
- Bürgerhäuser aus dem 16. bis 19. Jahrhundert am Patschkauer Ring
- Im ehemaligen „Henkerhaus“ befindet sich heute ein Heimatmuseum.
- Ruine der ehemaligen Friedhofskirche St. Johannes
- Gasmuseum, im Gaswerk von um 1900
- Naherholungsgebiet mit den Stauseen Jezioro Paczkowskie und Jezioro Otmuchowskie

## Einwohnerentwicklung
| Jahr | Einwohner | Anmerkungen |
| ---- | --------- | --- |
| 1767 | 1603      | fast ausschließlich Katholiken |
| 1777 | 1608      | [ 7 ] |
| 1780 | 1598      | [ 7 ] |
| 1781 | 1640      | [ 7 ] |
| 1782 | 1617      | [ 7 ] |
| 1783 | 1627      | [ 7 ] |
| 1784 | 1598      | mit der Garnison (ein Bataillon Infanterie) |
| 1816 | 2190      | [ 8 ] |
| 1825 | 2483      | darunter 134 Evangelische, 16 Juden |
| 1840 | 3490      | davon 309 Evangelische, 3147 Katholiken und 34Juden |
| 1852 | 4196      | [ 11 ] |
| 1855 | 4131      | Zivileinwohner |
| 1861 | 4433      | Zivileinwohner, davon 298 Evangelische, 4076 Katholiken, 59 Juden |
| 1867 | 4754      | am 3. Dezember |
| 1871 | 4911      | darunter 250 Evangelische und 80 Juden nach anderen Angaben 4924 Einwohner (am 1. Dezember), davon 316 Evangelische, 4536 Katholiken, zwei sonstige Christen, 70 Juden |
| 1905 | 6153      | meist Katholiken |
| 1910 | 6226      | [ 15 ] |
| 1933 | 7486      | [ 16 ] |
| 1939 | 7543      | [ 16 ] |

| Jahr | Einwohner |
| ---- | --------- |
| 1961 | 7289      |
| 1971 | ca. 8100  |

## Persönlichkeiten

### Söhne und Töchter der Stadt
- Joseph Schröter (1837–1894), Mykologe
- Joseph Emanuel Weiser (1847–1911), Maler
- Kurt Vosberg (1863–1940), Politiker, Oberbürgermeister von Potsdam und Mitglied des Preußischen Herrenhauses
- Franz Milde (1864–1926), Knappschaftsdirektor in Oberschlesien
- Hans Walther (1883–1950), U-Boot-Kommandant, Konteradmiral und Chefredakteur der Kieler Zeitung
- Hermann Buchal (1884–1961), Komponist, Pianist, Kirchenmusiker und Musikpädagoge
- Margarete Adam (1885–1946), deutsche Philosophin und Hochschullehrerin
- Wilhelm Koch-Hooge (1916–2004), Schauspieler
- Hans Dietrich Erichsen (1924–1999), deutscher Politiker (Grüne)
- Alfred Heider (1925–2012), Fußballspieler
- Erhard Lonscher (1925–2013), Politiker
- Helmut Arndt (1928–2016), Historiker
- Norbert Bannert (1934–2023), Arzt
- Werner Schubert (1936–2024), deutscher Rechtswissenschaftler
- Jacek Socha (* 1954), Ökonom und Politiker
- Paweł Kukiz (* 1963), Rocksänger und Politiker
- Krzysztof Maksel (* 1991), polnischer Bahnradsportler

### Persönlichkeiten, die vor Ort gewirkt haben
- Busso Christian von Blanckensee (1695–1765), preußischer Oberst, verstarb in Patschkau
- Christoph Ludwig von der Mülbe (1709–1780), preußischer Generalmajor, verstarb in Patschkau
- Johann Moritz von Strachwitz (1721–1781), Apostolischer Vikar, zeitweise Pfarrer in Patschkau
- Konstantin Gloger (1745–1814), Abt der Zisterzienserklöster Heinrichau, verstarb in Patschkau
- Carl Ignaz Lorinser (1796–1853), böhmischer Mediziner, verstarb in Patschkau
- Theodor von Gaffron-Kunern (1823–1899), preußischer Kammerherr und Politiker, verstarb in Patschkau
- Theodor von Scheve (1851–1922), Schachmeister, verstarb in Patschkau
- Joseph Wittig (1879–1949), Theologe und Schriftsteller, zeitweise Kaplan in Patschkau
- Franz Peucker (1881–nach 1933), Jurist und Politiker, 1915 bis 1920 Bürgermeister in Patschkau
- Gerhard Strecke (1890–1968), Musikpädagoge und Komponist, besuchte das Gymnasium in Patschkau
- Erich Rommerskirch (1904–1989), Jesuit und Schriftsteller, wuchs teilweise in Patschkau auf
- Heinz-Jürgen Zierke (1926–2015), besuchte die Lehrerbildungsanstalt in Patschkau
- Helmut Faust (1928–2008), Pädagoge, besuchte die Lehrerbildungsanstalt in Patschkau
- Adolf Kossakowski (1928–2017), Psychologe, besuchte die Lehrerbildungsanstalt in Patschkau

## Gemeinde
Die Stadt-und-Land-Gemeinde (gmina miejsko-wiejska) hat eine Fläche von 79,7 km² und umfasst neben dem Hauptort eine Reihe von Dörfern. Das Umland der Stadt ist von Landwirtschaft geprägt.